# Халубинский, Титус
Ти́тус (Ти́т) Авре́лий Халуби́нский (пол. Tytus Aureliusz Chałubiński, 29.12.1820 г., Радом — 4.11.1888 г., Закопане, Австро-Венгрия) — польский врач, общественный деятель, краевед. Один из основателей Польского татровского общества. Его усилиями город Закопане в конце XIX века стал климатическим курортом для лечения лёгочных заболеваний. Его именем назван перевал под названием «Ворота Халубинского», Татровский музей и улица в Закопане, Польша.

## Биография
Титус Халубинский родился 29 декабря 1820 года в городе Радом. С 1838 по 1840 годы обучался в Медико-хирургической академии в Вильне, после продолжил обучение в Дерпте. 13 июля 1844 года Титус Халубинский получил диплом доктора в Вюрцбурге. C 1845 года проживал в Варшаве, занимаясь врачебной практикой в Евангелическом госпитале. После работал врачом в Томашуве-Мазовецком. В 1848 году Титус Халубинский участвовал в венгерской революции.
Кроме врачебной практики Титус Халубинский занимался краеведческой и биологической деятельностью. Изучал биологию мхов. Его именем названы виды мхов Peridinium chalubinskii и Chalubinskia tatrica. Титус Халубинский изучал этнографию гуралей. Во время краеведческих исследований сотрудничал с известным гуральским проводником Яном Кшептовским.
Титус Халубинский умер 4 ноября 1888 года и был похоронен на кладбище заслуженных в Закопане.

## Память
- Титусу Халубинскому посвящены следующие памятники в Закопане:
  - Памятник на пересечении улиц Халубинского и Замойского;
  - Памятник на улице Храмцувки.
- Именем Титуса Халубинского названы:
  - Улица в Закопане;
  - Горный перевал «Ворота Холубинского»;
  - Татровский музей в Закопане.